# Dunne melkkorstzwam
De dunne melkkorstzwam (Gloeocystidiellum luridum) is een schimmel behorend tot de familie Stereaceae. Hij leeft saprotroof op loofhout in loofbossen op vochtige, voedselrijke grond.

## Kenmerken
De vruchtlichamen zijn wasachtige resupinaat. De sporen zijn glad, geornamenteerd, amyloïde en meten 7-10,5 × 4-5,3 µm.

## Verspreiding
In Nederland komt de dunne melkkorstzwam vrij algemeen voor.